# Idioma yaqui
El idioma yaqui (autoglotónimo: Jiak noki) pertenece al sistema lingüístico cahíta, de la familia uto-azteca. Cahíta es un término que denomina a una agrupación lingüística o racial. El idioma mayo es mutuamente inteligible con el yaqui y el extinto tehueco.
Actualmente, los yaquis conforman una comunidad que se sitúa hacia el sur de la capital del estado de Sonora, México, en las inmediaciones de la sierra del Bacatete o en yaqui: Bakateebe (de baaka ‘carrizo’ y teebe ‘largo’, ‘carrizo largo’).

## Nombre de la lengua
Desde 2015, partir de la normalización de la escritura e institucionalización de la lengua yaqui con la publicación del documento, Jiak noki ji'otei yoojio (Norma de Escritura de la Lengua Yaqui) por parte del Instituto Nacional de Lenguas Indígenas, el nombre de este idioma será oficialmente conocido como Jiak noki que significa ‘habla yaqui’, dicho término proviene de la raíz jiia ‘decir, sonar’ y nooki ‘habla’.
Históricamente han existido diferentes maneras de referirse a la etnia yaqui. Así se encuentra junta a la forma de plural hiakim, la forma de singular hiaki - y con la influencia de la ortografía castellano podemos ver jiaqui. Yaqui es una grafía relativamente moderna, ya que la forma etimológica es hiaqui. Al parecer los indígenas tomaron su nombre de hia, que significa voz y asimismo grito o gritar, y baqui, que es río, connotando 'los del río que hablan a gritos'.
Ellos a sí mismos se llaman yoreme autónimo que significa precisamente 'gente', en contraposición a los que no son yaquis o yori que significa '[bestia] feroz'. Es curioso observar el sentido de estas palabras en cuya composición entran yori o yoreme:
- Yori: Aioiore, acatar, tener respeto; ioretiutuame, afrentador; iorevebia, azote, látigo; ioresuame, matador de gente.
- Yoreme: ioremraua, humanidad; ioremte, engendrar; ioremtua, adquirir cordura.

Como se ve la connotación de yori, blanco, conquistador, criollo, se refiere a lo que es externo o diferente. Aún el mismo aioiore, acatar, tener respeto, se refiere a un acatamiento impuesto, exigido y tiránico.

## Clasificación
De acuerdo con el Ethnologue la clasificación de la lengua yaqui es la siguiente:
- Lenguas uto-aztecas
  - Uto-aztecas del sur (división sonorense)
    - lenguas taracahítas o sonorenses
      - Cahíta
        - Yaqui

## Distribución geográfica
los hablantes de la lengua Jiak noki (yaqui) se encuentran asentados en los municipios sonorenses de Bácum, Cajeme, Empalme, Guaymas y San Ignacio Río Muerto.  También se han dado importantes procesos migratorios hacia otras partes del territorio nacional mexicano, predominantemente hacia la ciudad de Tijuana en Baja California, y la Ciudad de México, que son hoy, parte del territorio de la lengua yaqui.
Los yaquis constituyen uno de los numerosos grupos cahitas documentados de México, todos ellos hablaban lenguas relativamente cercana y con un alto grado de inteligibilidad mutua.

### Dialectos
El idioma yaqui y el idioma mayo podrían considerarse dos variantes de la misma lengua, ya que tienen hasta un 90 % de inteligibilidad mutua. De hecho, la distinción entre las lenguas yaqui y mayo es más de orden político o étnico que lingüístico, y en algunas ocasiones se las considera como una misma lengua, llamada lengua cahita. A este grupo (cahita) perteneció la lengua ópata, extinta desde mediados del siglo XX.

### Estatus oficial
Esta lengua junto con todas las lenguas indígenas de México y el español fueron reconocidas como "lenguas nacionales" debido a la Ley General de Derechos Lingüísticos de los Pueblos Indígenas promulgada y publicada en el año 2003.

## Fonología
El idioma yaqui es un poco difícil de pronunciar correctamente para los hispanos: los sonidos finales de palabras son sordos (no producen vibración de las cuerdas vocales), el uso de la oclusiva glotal, y hay uso de tonos entre los habladores viejos de la lengua. Las siguientes tablas muestran los fonemas de la lengua yaqui:
|         | Anterior | Central | Posterior |
| ------- | -------- | ------- | --------- |
| Cerrada | i, iː    |         | u, uː     |
| Media   | e, eː    |         | o, oː     |
| Abierta |          | a, aː   |           |
La lengua yaqui cuenta con un grupo consonántico: [k‿t] <kt>.

### El tono
La lengua yaqui se caracteriza por tener tonos en sus palabras. Dentro de esta lengua al perecer podemos encontrar 4 tonos distintos, estos son:
tono ligero (a) p. ej.: takaa: ser humano
tono alto (á) p. ej.: tá'a: conocer
tono ascendente (aá) p. ej.: taá'a: sol
tono descendente (aà) p. ej.: wáate: recordar
Algunas palabras que se direferencían por su tono: 
(1a) wáate: recordar
(1b) waáte: otros
(2a) yóoko: tigre
(2b) yoóko: cielo
(3a) joá: quitar
(3b) joóa: hacer

## Escritura
| Letras del alfabeto yaqui | Letras del alfabeto yaqui | Letras del alfabeto yaqui | Letras del alfabeto yaqui | Letras del alfabeto yaqui | Letras del alfabeto yaqui | Letras del alfabeto yaqui | Letras del alfabeto yaqui | Letras del alfabeto yaqui | Letras del alfabeto yaqui | Letras del alfabeto yaqui | Letras del alfabeto yaqui | Letras del alfabeto yaqui | Letras del alfabeto yaqui | Letras del alfabeto yaqui | Letras del alfabeto yaqui | Letras del alfabeto yaqui | Letras del alfabeto yaqui | Letras del alfabeto yaqui | Letras del alfabeto yaqui | Letras del alfabeto yaqui | Letras del alfabeto yaqui | Letras del alfabeto yaqui | Letras del alfabeto yaqui | Letras del alfabeto yaqui | Letras del alfabeto yaqui | Letras del alfabeto yaqui | Letras del alfabeto yaqui | Letras del alfabeto yaqui | Letras del alfabeto yaqui | Letras del alfabeto yaqui | Letras del alfabeto yaqui | Letras del alfabeto yaqui | Letras del alfabeto yaqui | Letras del alfabeto yaqui |
| ------------------------- | ------------------------- | ------------------------- | ------------------------- | ------------------------- | ------------------------- | ------------------------- | ------------------------- | ------------------------- | ------------------------- | ------------------------- | ------------------------- | ------------------------- | ------------------------- | ------------------------- | ------------------------- | ------------------------- | ------------------------- | ------------------------- | ------------------------- | ------------------------- | ------------------------- | ------------------------- | ------------------------- | ------------------------- | ------------------------- | ------------------------- | ------------------------- | ------------------------- | ------------------------- | ------------------------- | ------------------------- | ------------------------- | ------------------------- | ------------------------- |
| A                         | B                         | Bw                        | Ch                        | D                         | E                         | F                         | G                         | J                         | I                         | K                         | KP                        | L                         | M                         | N                         | O                         | P                         | R                         | S                         | T                         | U                         | V                         | W                         | Y                         | '                         |                           |                           |                           |                           |                           |                           |                           |                           |                           |                           |
| a                         | b                         | bw                        | ch                        | d                         | e                         | f                         | g                         | j                         | i                         | k                         | kt                        | l                         | m                         | n                         | o                         | p                         | r                         | s                         | t                         | u                         | v                         | w                         | y                         | '                         |                           |                           |                           |                           |                           |                           |                           |                           |                           |                           |
| Valores fonéticos         |                           |                           |                           |                           |                           |                           |                           |                           |                           |                           |                           |                           |                           |                           |                           |                           |                           |                           |                           |                           |                           |                           |                           |                           |                           |                           |                           |                           |                           |                           |                           |                           |                           |                           |
| a                         | b~β                       | bʷ                        | t͡ʃ                        | d                         | e                         | f                         | ɡ                         | h                         | i                         | k                         | k‿t                       | l                         | m                         | n                         | o                         | p                         | r                         | s                         | t                         | u                         | β                         | w                         | j                         | ʔ                         |                           |                           |                           |                           |                           |                           |                           |                           |                           |                           |

- Las vocales largas se escriben con doble vocal <aa, ee, ii, oo, uu>.
- Las consonantes <d>, <f> y <g> sólo se emplean en préstamos del español.
- Los escritores yaquis mexicanos prefieren emplear sólo la consonante <b> para la [b] y [β].
- Los yaquis de Estados Unidos de América suelen emplear <h> para el sonido [h], mientras que en México se emplea <j>.

## Otras características
En la lengua yaqui hay diferencias en el habla del hombre y de la mujer, es decir, hay palabras de uso exclusivo para las mujeres y otras para los hombres. P. ej.:
(1a) ¿jáisa jíuwa? '¿qué haces?, ¿qué tal?'
(1b) -kaáchini '¡nada!'
(1c) -kaá móntiwa '¡nada!'
Podemos ver entonces que en (1a) la pregunta fue hecha por un hombre o mujer; en (1b) la respuesta es de una mujer; en (1c) la respuesta es de un hombre, aquí se ve claro algunas diferencias en el habla del hombre y de la mujer.
)

## Enlaces
- Idioma yaqui en Ethnologue (en inglés)
- Diccionario Español - Yaqui
- Diccionario Yaqui de bolsillo para Android
- Peculiaridades de la lengua yaqui.
- Listado de libros y publicaciones sobre la lengua yaqui

- Datos: Q34191